# Lijst van deelgebieden van Rusland naar oppervlakte
Dit is een lijst van de 89 deelgebieden van Rusland op volgorde van oppervlakte. Waarden in SI (metrische) eenheden.

## Oppervlakte van autonome districten
Deelgebieden bevatten soms autonome districten en zijn daardoor genest:
- oblast Tjoemen bevat Chanto-Mansië en Jamalië
- oblast Archangelsk bevat Nenetsië

Waar dit het geval is wordt de volledige oppervlakte gegeven inclusief die van de onderliggende autonome districten.
Bij oblast Moskou en oblast Leningrad zijn de oppervlaktes van de daarbinnen liggende federale steden Moskou en Sint-Petersburg eveneens opgenomen bij de oppervlakte.

## Lijst naar oppervlakte
1. Jakoetië 3.103.200 km²
2. kraj Krasnojarsk 2.339.700 km²
3. oblast Tjoemen 1.435.200 km²
4. kraj Chabarovsk 788.600 km²
5. oblast Irkoetsk 767.900 km²
6. Jamalië 750.300 km²
7. Tsjoekotka 737.700 km²
8. oblast Archangelsk 587.400 km²
9. Chanto-Mansië 523.100 km²
10. kraj Kamtsjatka 472.300 km²
11. oblast Magadan 461.400 km²
12. kraj Zabajkalski 431.500 km²
13. Komi 415.900 km²
14. oblast Amoer 363.700 km²
15. Boerjatië 351.300 km²
16. oblast Tomsk 316.900 km²
17. oblast Sverdlovsk 194.800 km²
18. oblast Novosibirsk 178.200 km²
19. Nenetsië 176.700 km²
20. Karelië 172.400 km²
21. Toeva 170.500 km²
22. kraj Altaj 169.100 km²
23. kraj Primorje 165.900 km²
24. kraj Perm 160.600 km²
25. oblast Vologda 145.700 km²
26. oblast Moermansk 144.900 km²
27. Basjkirostan 143.600 km²
28. oblast Omsk 139.700 km²
29. oblast Orenburg 124.000 km²
30. oblast Kirov 120.800 km²
31. oblast Wolgograd 114.100 km²
32. oblast Rostov 100.800 km²
33. oblast Saratov 100.200 km²
34. oblast Kemerovo 95.500 km²
35. Altaj 92.600 km²
36. oblast Tsjeljabinsk 87.900 km²
37. oblast Sachalin 87.100 km²
38. oblast Leningrad 85.900 km²
39. oblast Tver 84.100 km²
40. oblast Nizjni Novgorod 76.900 km²
41. Kalmukkië 76.100 km²
42. kraj Krasnodar 76.000 km²
43. oblast Koergan 71.000 km²

1. Tatarije 68.000 km²
2. kraj Stavropol 66.500 km²
3. Chakassië 61.900 km²
4. oblast Kostroma 60.100 km²
5. oblast Novgorod 55.300 km²
6. oblast Pskov 55.300 km²
7. oblast Samara 53.600 km²
8. oblast Voronezj 52.400 km²
9. Dagestan 50.300 km²
10. oblast Smolensk 49.800 km²
11. oblast Moskou 47.000 km²
12. oblast Astrachan 44.100 km²
13. oblast Penza 43.200 km²
14. Oedmoertië 42.100 km²
15. oblast Rjazan 39.600 km²
16. oblast Oeljanovsk 37.300 km²
17. oblast Jaroslavl 36.400 km²
18. Joodse Autonome Oblast 36.000 km²
19. oblast Brjansk 34.900 km²
20. oblast Tambov 34.300 km²
21. oblast Kaloega 29.900 km²
22. oblast Koersk 29.800 km²
23. oblast Vladimir 29.000 km²
24. oblast Belgorod 27.100 km²
25. Mordovië 26.200 km²
26. oblast Toela 25.700 km²
27. oblast Orjol 24.700 km²
28. oblast Lipetsk 24.100 km²
29. Mari El 23.200 km²
30. oblast Ivanovo 21.800 km²
31. Tsjetsjenië ~19.300 km²[1]
32. Tsjoevasjië 18.300 km²
33. oblast Kaliningrad 15.100 km²
34. Karatsjaj-Tsjerkessië 14.100 km²
35. Kabardië-Balkarië 12.500 km²
36. Noord-Ossetië (Alanië) 8000 km²
37. Adygea 7600 km²
38. Ingoesjetië 3.685  km²[1]
39. Sint-Petersburg 1400 km²
40. Moskou 1091 km²